# أرينجة ريشية
أرينجة ريشية (الاسم العلمي:Arenga pinnata) هي نوع من النباتات تتبع جنس الأرينجة من الفصيلة الفوفلية.